# Wesley Spieringhs
Wesley Spieringhs (* 16. Januar 2002 in Goirle) ist ein niederländischer Fußballspieler. Aktuell steht er bei Roda JC Kerkrade in der Eerste Divisie unter Vertrag.

## Karriere
Spieringhs wurde in der niederländischen Stadt Goirle geboren und begann dort seine Fußballkarriere 2008 in der Jugend von VOAB Goirle. 2012 wechselte er in die Nachwuchsabteilung von Willem II Tilburg, wo er die weiteren Jugendmannschaften durchlief. Bereits in der Saison 2019/20 kam er zu vereinzelten Einsätzen in der Reserve Eredivisie für die Zweite Mannschaft. Zur Saison 2020/21 gehörte erstmals des Öfteren zum Profikader in der Eredivisie. So gab er direkt am 1. Spieltag bei der 0:2-Niederlage gegen den SC Heerenveen sein Profidebüt, als er in der 87. Spielminute für Driess Saddiki eingewechselt wurde. Am 13. Spieltag stand er bei der 5:3-Niederlage gegen den AZ Alkmaar erstmals in der Startelf der Tilburger. Gerade in der 2. Saisonhälfte wurde Spieringhs auch mehr zum Stammspieler im Zentralen Mittelfeld.
Zu Beginn der Saison 2021/22 war er zumeist Einwechselspieler bei Willem II. Allerdings konnte er am 22. August 2021 beim 3:0-Sieg gegen Vitesse Arnheim sein erstes Profitor erzielen. Nachdem er in der 82. Spielminute für Ché Nunnely eingewechselt worden war, traf er nur Sekunden später zum 3:0-Endstand. Anfang September 2021 zog sich Spieringhs allerdings eine schwere Knieverletzung zu, sodass er knapp ein halbes Jahr verletzungsbedingt ausfiel. Sein Comeback gab er für die U21 seines Vereins in der U21-Divisie am 19. September 2022 beim 0:0-Unentschieden gegen die U21 des PEC Zwolle. Ab Anfang April gehörte er auch wieder regelmäßig zum Spieltagskader der ersten Mannschaft in der Eredivisie und gab dort am 1. Mai 2022 bei der 2:4-Niederlage gegen die PSV Eindhoven sein Comeback. Am Saisonende stand er mit seiner Mannschaft allerdings nur auf dem 17. Platz und stieg deswegen in die zweitklassige Eerste Divisie ab. Er kam lediglich in fünf Ligapartien in der Saison zum Einsatz, wobei er ein Tor erzielen konnte.
In der Saison 2022/23 konnte sich Spieringhs allerdings nicht behaupten und war in der ersten Saisonhälfte lediglich Ergänzungsspieler, der gelegentlich zu Kurzeinsätzen in der Eesten Divisie kam. Daneben kam er noch oftmals für die U21 seines Vereins zum Einsatz.
Nach Auslaufen seines Vertrags wechselte er Sommer 2023 zum Zweitliga-Konkurrenten Roda JC Kerkrade.